# 丹基夫齊
49°58′26″N 26°53′43″E / 49.97389°N 26.89528°E
丹基夫齊（羅馬化：Dankivtsi）是烏克蘭西部的村莊，隸屬赫梅利尼茨基州的舍佩蒂夫卡區。該村始建於1850年，面積0.34平方公里，海拔高度268米，2001年人口124，人口密度每平方公里365.8人。